# Последняя лента Крэппа
Последняя лента Крэппа — одноактная пьеса Сэмюэля Беккета,  написанная  в 1958 году на английском языке. Пьеса написана для одного актёра и была создана специально для североирландца Патрика Мэги. Её первое название — "Мэги монолог". В декабре 1957 года Беккет был вдохновлен тем, как Мэги читает отрывки из его романа «Моллой» и «Из заброшенной работы» на BBC Third Programme.
Считается одной из главных драм Беккета.

## История

### Первые публикации
В письме к лондонскому книготорговцу Джейку Шварцу от 15 марта 1958 года Беккет писал, что у него есть «четыре машинописные версии с обширными заметками и черновыми исправлениями короткого сценического монолога, который я только что написал (на английском языке) для Пэта Мэги. Они были составлены на машинке из кучи старых заметок, поэтому у меня нет <окончательной> рукописи, чтобы предложить вам».
По словам Акерли и Гонтарски, «она было впервые опубликована в "Evergreen Review" 2.5 (лето 1958 г.), затем в Krapp's Last Tape and Embers (Faber, 1959 г.) и Krapp's Last Tape and Other Dramatic Pieces (Grove, 1960 г.)». Собственный перевод пьесы Беккета на французский язык, La Dernière Bande (Последняя лента), был опубликован в Les Lettres Nouvelles 4 марта 1959 года.
Появившиеся в печати тексты не следует рассматривать как окончательные. «К середине 1950-х годов Беккет уже говорил и работал как режиссёр. В письме от 11 мая 1959 года  Джудит Шмидт, помощнице редактора Барни Россета,  Беккет назвал «постановку» «Последней ленты Крэппа» <результатом своей режиссёрской работы> (its «creation»)», и вносил множество существенных изменений в текст на протяжении ряда лет, так как многократно участвовал  в постановках собственной пьесы.

### Другие постановки
Первое немецкое представление состоялось 28 сентября 1959 года. Пьеса была поставлена Вальтером Хенном в берлинском «Шиллертеатре». Там же 10 лет спустя, 5 октября 1969 года, сам Сэмюэл Беккет поставил свою пьесы с очень успешным исполнением роли Крэппа Мартином Хелдом.
Первая американская постановка, 14 января 1960 года, была осуществлена Аланом Шнайдером с Дональдом Дэвисом в главной роли.

## Содержание
Занавес поднимается «поздним вечером в будущем». Крэпп, старик, сидит в своей каморке в темноте, освещенный только лампой, висящей над столом. На столе стоит магнитофон и разбросаны несколько коробок с бобинами записанной магнитофонной лентой. Он читает вслух из бухгалтерской книги, пытаясь найти определенную ленту, но не только слова подстегивают его память. Он получает детское удовольствие от слова «бобина», которое произносит с нескрываемым удовольствием.
Найденная им запись датирована днем рождения Крэппа, когда ему исполнилось 39 лет. Его голос с магнитной ленты объясняет, что он только что в одиночестве отметил это событие «в винном доме», делая заметки для подготовки к последующей магнитофонной записи. «Новый свет над моим столом — это большое улучшение», — заявляет голос 39-летнего Крэппа, прежде чем описать, как ему нравится оставлять стол, чтобы уйти в темноту, и потом снова вернуться в зону света, отождествляя её со своим истинным я.
Голос сообщает, что он только что прослушал старую запись, сделанную, когда ему было около двадцати. Ему забавно комментировать свои впечатления от том, каким он был в двадцать лет, и 69-летний Крэпп присоединяется к заливистому смеху. 39-летний Крэпп  описывает себя же в двадцать лет, как нереалистичного в своих ожиданиях идеалиста.
Голос вспоминает последний год, рассказывая о том, как он, Крэпп, сидел на скамейке возле дома престарелых и ждал новостей о смерти матери. Крэпп-старик  интересуется больше тем, как в юности он использовал довольно архаичное слово «viduity», а  не своей реакцией тридцать лет назад на смерть матери. Он останавливает запись, чтобы посмотреть значение слова в большом словаре. Он возвращается к пленке; в тот момент, когда он узнает о смерти матери, его юное «я» бросает резиновый мяч собаке. В итоге он просто оставляет мяч собаке.
Голос начинает описывать откровение, которое он испытал в конце пирса. Крэпп теряет терпение, когда его юное «я» начинает восторженно говорить об этом. Он быстро перематывает запись почти до конца, чтобы избежать натиска слов, где внезапно настроение меняется, и он оказывается посреди описания романтической связи между ним и женщиной в лодке-плоскодонке. Крэпп позволяет записи закончиться, а затем перематывает её, чтобы услышать весь эпизод.
После этого Крэпп ставит новую бобину и начинает пересказывать свой год. Он язвителен, когда дело доходит до его оценки себя тридцатидевятилетнего. Он обнаруживает, что ему нечего записать для потомков, кроме того факта, что он «упивался словом ббобина» (spool) со скамьи. Он также упоминает свои недавние литературные разочарования: «семнадцать проданных экземпляров», предположительно его последней книги, одиннадцать из которых ушли не заинтересованным читателям, а в зарубежные библиотеки. Его сексуальная жизнь свелась к периодическим визитам старой проститутки. В отличие от себя более молодого, Крэпп не может сказать ничего хорошего о том человеке, которым он стал, и даже мысль о том, чтобы сделать «последнюю попытку», когда дело касается его письма, расстраивает его.
Он погружается в воспоминания из своего смутного и далекого прошлого, собирая падуб и выгуливая собаку воскресным утром. Затем он вспоминает девушку на лодке и срывает пленку, которую записывал, переключаясь на предыдущую пленку и снова проигрывая весь раздел. На этот раз он позволяет пленке воспроизводиться до самого конца, и тридцатидевятилетний Крэпп решительно не сожалеет о сделанном выборе, уверенный, что то, что он создаст в грядущие годы, более чем компенсирует ему любую потенциальную потерю счастья.
Крэпп не отвечает на это, но позволяет пленке воспроизводиться в тишине до того, как опускается занавес.

## Анализ произведения
Ирландский литератор Энтони Кронин предполагает, что  структурной основой "Последней ленты Крэппа" является манихейство: 
Дихотомия света и тьмы... занимает центральное место в манихейской доктрине... Ее приверженцы верили, что миром правят злые силы, с которыми бог всего творения пока тщетно боролся... Крэпп нарушает три печати или запрета манихейства для избранных: печать рук, запрещающую заниматься профессией, печать груди, запрещающую сексуальное желание, и печать уст, запрещающая пить вино...
При этом сам же Энтони Кронин замечает: "Беккет [однако], похоже, знал о манихействе не больше, чем содержится в одиннадцатом издании Encyclopaedia Britannica, которым он владел".
«Катушка жизни Крэппа почти намотана, и молчащая лента — это и время, которое ей осталось пробежать, и тишина, в которую он должен перейти». В то время как молодой Крэпп говорит о «огне во мне», усталый старик, который сидит, слушает и просто «горит уйти». 
Название пьесы кажется очевидным — мы стали свидетелями записи последней ленты Крэппа, «однако есть неоднозначность: слово «последний» может читаться и как «самый недавний», так и как «последний» (финальный). Рассказчик в  "Моей последней герцогине" Браунинга уже планирует жениться на своей следующей герцогине, которая снова станет "последней"... Тем не менее, можно надеяться, что ради Крэппа он уйдет до конца следующего года".
Черно-белые образы широко представлены на протяжении всей пьесы

## Внешние ссылки
- See Patrick Magee in Krapp's Last Tape (1972) on YouTube
- The short film  Krapp's Last Tape (1990) with Rick Cluchey is available for free viewing and download at the Internet Archive.
- See Harold Pinter in Krapp's Last Tape (2007) on YouTube
- Krapp's Last Tape, dir. Atom Egoyan, perf. John Hurt, Beckett on Film, 2000.  (Contains "Synopsis" and other information and features about the DVD.)
- Krapp's Last Tape, dir. Ian Rickson, perf. Harold Pinter, at the Jerwood Theatre Upstairs, Royal Court Theatre 12–24 Oct 2006.
- (англ.) на сайте Internet Movie Database – 2007 (TV version), dir. Ian Rickson, perf. Harold Pinter, filmed at the Jerwood Theatre Upstairs, Royal Court Theatre, Oct. 2007.
- (англ.) на сайте Internet Movie Database, dir. Tom Skipp, perf. Peter Shreve, 2007.
- Goodman Theatre 2009 production